# Тира (Иркутская область)
Ти́ра — упразднённая деревня в Усть-Кутском районе Иркутской области России. Входила в состав Верхнемарковского сельского поселения. Упразднена в 2015 г.

## География
Расположена на левом берегу Лены в устье притока Большая Тира в 105 км северо-восточнее Усть-Кута и в 590 км северо-северо-восточнее Иркутска (по воздуху).

## История
Упоминается в документах с 1688 года. Основатель — Федотка Нестеров Тирский. В 1723 году насчитывала 4 двора.
До 1996 года деревня с прилегающими землями относилась к Киренскому району.

## Население
| 2002 | 2010 | 2011 | 2012 |
| ---- | ---- | ---- | ---- |
| 4    | ↘0   | →0   | →0   |

## Известные жители
Родился Г. А. Тирский (1929—2022) — учёный в области механики.